# Rivière de la Petite Fourche (rivière Dartmouth)
Pour les articles homonymes, voir Rivière à la Fourche et Fourche (homonymie).
La Rivière de la Petite Fourche coule dans les monts Chic-Chocs, dans le territoire de la ville de Gaspé, dans la municipalité régionale de comté (MRC) de La Côte-de-Gaspé, dans la région administrative de la Gaspésie–Îles-de-la-Madeleine, au Québec, au Canada.
La "rivière de la Petite Fourche" est un affluent de la Rivière Dartmouth laquelle coule vers l'Ouest jusqu'à la baie de Gaspé ; cette dernière s'ouvre sur le littoral Ouest du golfe du Saint-Laurent.

## Géographie
La "rivière de la Petite Fourche" prend sa source à l'embouchure du Lac D'Amours (longueur : 1,0 km ; altitude : 151 m), situé dans le territoire de la ville de Gaspé. Ce lac est situé sur le versant Sud de la ligne de partage des eaux avec les versants hydrographique du ruisseau Chouinard lequel coule vers l'Est pour se déverser à la Pointe de l'Échouerie sur le littoral Sud du Détroit d'Honguedo, dans le Golfe du Saint-Laurent.
L'embouchure du lac D'Amours est situé à :
- 35,7 km au sud du littoral Sud du Golfe du Saint-Laurent ;
- 10,4 km au Nord-Ouest du centre du village de Rivière-au-Renard ;
- 4,5 km au Sud-Est du centre du village de L'Anse-à-Valleau ;
- 16,1 km à l'Ouest du pont du bassin du Nord-Ouest de la Baie de Gaspé.

À partir de ce lac de tête, la "rivière de la Petite Fourche" coule sur 18,8 km, répartis selon les segments suivants :
- 1,3 km vers l'Ouest, en recueillant la décharge du Lac Bois-Franc (venant du Sud-Est), jusqu'à la décharge (venant du Nord-Ouest) du "Lac de la Ligne" et "Lac Rond" ;
- 0,5 km vers le Sud-Ouest, jusqu'à la décharge du Grand Lac du Français ;
- 0,4 km vers le Sud, jusqu'à la coulée à Émile-Élément (venant de l'Est) ;
- 0,8 km vers le Sud-Ouest, jusqu'à la coulée à Johnson (venant de l'Est) ;
- 0,7 km vers le Nord-Est, jusqu'à la coulée à Hawker (venant de l'Est) ;
- 1,1 km vers le Sud, jusqu'à la coulée à Scott (venant de l'Est) ;
- 2,6 km vers le Sud-Ouest, serpentant jusqu'à la confluence du ruisseau Sydenham (venant de l'Ouest) ;
- 2,9 km vers le Sud, jusqu'à la confluence du ruisseau Marble (venant de l'Est) ;
- 5,2 km vers le Sud, jusqu'à la confluence du ruisseau Mauger (venant de l'Est) ;
- 1,3 km vers le Sud, jusqu'à la décharge des Lacs Bouchard (venant de l'Est) ;
- 2,0 km vers le Sud-Ouest, jusqu'à la confluence[2].

La "rivière de la Petite Fourche" se déverse sur la rive Nord-Est de la rivière Dartmouth à 7,2 km en amont du pont du "Bassin du Nord-Ouest" du "Havre de Gaspé".

## Toponymie
Le toponyme « Petite Fourche » apparait sur la carte officielle de 1924 des comtés de Bonaventure. Ce toponyme figure aussi sur la carte du canton de Sydenham de 1936. Sur le plan géographique, une fourche signifie un embranchement.
Le toponyme "Petite Fourche" a été officialisé le 5 décembre 1968 à la Commission de toponymie du Québec.